# فشارك
فشارك هي قرية في مقاطعة أصفهان، إيران. يقدر عدد سكانها بـ 122 نسمة بحسب إحصاء 2016.